# Starý mlýn (Rožany)
Starý mlýn (Alte Mühle) v Rožanech u Šluknova v okrese Děčín je vodní mlýn, který stojí na Rožanském potoce. Je chráněn jako nemovitá kulturní památka České republiky.

## Historie
Mlýn pochází z roku 1797. Po modernizaci v roce 1863 fungoval do roku 1945. V roce 2002 začala jeho rekonstrukce na rodinný penzion s restaurací.

## Popis
Pozdně barokní budova je patrová, obdélná, částečně roubená s podstávkou a polozahloubeným suterénem. Hrázděné patro a štít jsou pobity břidlicovými šablonami. Má mansardovou střechu s polovalbami, pokrytou břidlicovou krytinou. Voda na vodní kolo vedla náhonem přes vantroky. V roce 1930 měl mlýn 1 kolo na vrchní vodu (spád 3,60 m, výkon 5,8 HP).